# Uniqlo
Uniqlo (株式会社ユニクロ Kabushiki-gaisha Yunikuro) er en japansk tøjbutikskæde og tøjmærke. Det er et datterselskab til Fast Retailing. De har over 700 tøjbutikker i Japan og på verdensplan 3.747 tøjbutikker.

## Historie
Uniqlo blev grundlagt i Ube (Yamaguchi) i 1949 og er en del af Fast Retailing-gruppen af virksomheder.
I 1984 åbnede en unisex afslappet tøjbutik kaldet "Unique Clothing Warehouse", senere forkortet til "Uniqlo", i Hiroshima.
Mærket hed oprindeligt "Uniclo", men under administrativt arbejde i Hongkong blev C'et ved et uheld forvekslet med Q'et og er siden blevet kaldt "Uniqlo".
Uniqlo åbnede sin første butik uden for Japan i London i 2001 og sin første butik i Shanghai i 2002. I 2005 åbnede den første amerikanske Uniqlo i New York City.
Uniqlo beskæftiger i øjeblikket over 30.000 mennesker og er til stede i over 25 lande. Der er over 800 Uniqlo-butikker i Japan (Over 100 butikker alene i Tokyo) og over 70 butikker i Europa, de fleste af dem i Frankrig og Storbritannien.

### Uniqlo i Danmark
I Danmark åbnede den første Uniqlo butik den 5. april 2019 i København på Strøget. Et år tidligere åbnede den første skandinaviske Uniqlo-butik i Stockholm, Sverige. Uniqlo samarbejder også med regionale mærker, i Danmark var der for eksempel en T-shirt kollektion med Lego. Siden november 2023 har Københavns afdeling også en Re.Uniqlo, en forbrugsstofstation, der reparerer og genbruger tøj.
Den 7. november 2024 åbnede Uniqlo endnu en butik i København på indkøbscentret Fisketorvet og er den anden danske butik efter fem års åbning. Der er også aftalt samarbejder med lokale virksomheder, herunder Mikkeller bryggeriet og håndboldligaen Lykkeliga. Der blev også aftalt et samarbejde med børnebogsforfatteren Lea Letén.

## Logoer
- Tidligere Uniqlo-logo (1998-2009)
- Uniqlo logo i alfabetet
- Uniqlo logo på japansk